# Вірсберг
Вірсберг (нім. Wirsberg) — громада в Німеччині, розташована в землі Баварія. Підпорядковується адміністративному округу Верхня Франконія. Входить до складу району Кульмбах.
Площа — 17,21 км2. Населення становить 1818 ос. (станом на 31 грудня 2020).